# Йоэнсуу, Ясми
Ясми Йоэнсуу (фин. Jasmi Joensuu; род. 7 мая 1996, Куортане, Финляндия) — финская лыжница. Бронзовый призёр чемпионата мира по лыжным видам спорта 2021 года в эстафете 4×5 км в составе команды Финляндии.

## Карьера
Ясми Йоэнсуу представляла Финляндию на зимнем Европейском юношеском Олимпийском фестивале 2013 года в Брашове, юниорских лыжных чемпионатах мира 2014, 2015 (среди девушек до 20 лет) и 2019 годов (до 23 лет), однако высоких результатов на них не показывала. Первую гонку в рамках Кубка мира провела в марте 2014 года в Лахти, где не смогла попасть в основную сетку спринтерских соревнований, показав лишь 69-е время в квалификационном забеге.
После переезда в США тренировалась в команде университета, в котором проходила обучение, и выступала на местных соревнованиях различного уровня, в том числе стала второй на чемпионате США 2018 года в спринте.
По возвращении в Европу Йоэнсуу вошла в основной состав лыжников Финляндии, однако высоких результатов в гонках Кубка мира не показывала — ни в личных дисциплинах (лучшее — дважды 10-е место в спринте), ни в эстафетах (6-е место).
На дебютном для себя чемпионате мира, который прошёл в 2021 году в Оберстдорфе, Йоэнсуу приняла участие в трёх дисциплинах. В квалификационном забеге личных спринтерских соревнований лыжница показала 11-е время, однако преодолеть четвертьфинальную стадию финке не удалось. Пара Ясми с Кристой Пярмякоски в командном спринте успешно преодолела полуфинальный забег, но в финале на финише показала лишь 7-й результат. В составе финской четвёрки в заключительной для себя гонке первенства — эстафете 4×5 км — Йоэнсуу вместе с соотечествинницами Йоханной Матинтало, Риитой-Лиисой Ропонен и Кристой Пярмякоски завоевала для Финляндии «бронзу» мирового чемпионата.

## Результаты

### Чемпионаты мира по лыжным видам спорта
| Чемпионат мира  | Спринт | Командный спринт | 10 км раздельный старт | 7,5+7,5 км скиатлон | 30 км масс-старт | Эстафета |
| --------------- | ------ | ---------------- | ---------------------- | ------------------- | ---------------- | -------- |
| 2021 Оберстдорф | 17     | 7                | —                      | —                   | —                | 3        |

### Кубок Мира

#### Результаты сезонов
| Сезон | Возраст |             |           |        |     | Зачёты туров   | Зачёты туров | Зачёты туров | Зачёты туров     |
| Сезон | Возраст | Общий зачёт | Дистанция | Спринт | U23 | Nordic Opening | Тур де Ски   | Ски Тур 2020 | Финал Кубка Мира |
| ----- | ------- | ----------- | --------- | ------ | --- | -------------- | ------------ | ------------ | ---------------- |
| 2014  | 18      | н/п         | н/п       | —      | н/п | —              | —            | н/д          | н/д              |
| 2020  | 23      | 95          | 81        | 72     |     | н/п            | —            | н/д          | —                |
| 2021  | 24      | 47          | 54        | 25     | 6   | —              | —            | н/д          | н/д              |

## Личная жизнь
Ясми Йоэнсуу в 2019 году окончила Денверский университет, в котором изучала финансы и маркетинг.
Помимо лыжных гонок в юности занималась лёгкой атлетикой и принимала участие в соревнованиях местного уровня по метанию молота.